# Giunto elastico
Un giunto elastico è un componente per la trasmissione di potenza tra due alberi. Trasmette la coppia alle estremità di due alberi, le sue caratteristiche sono: disallineamento degli alberi, cioè non disposti sullo stesso asse di rotazione, attutire le vibrazioni; per il giunto a tre pezzi si ha un intervallo della temperatura e la condizione chimica.

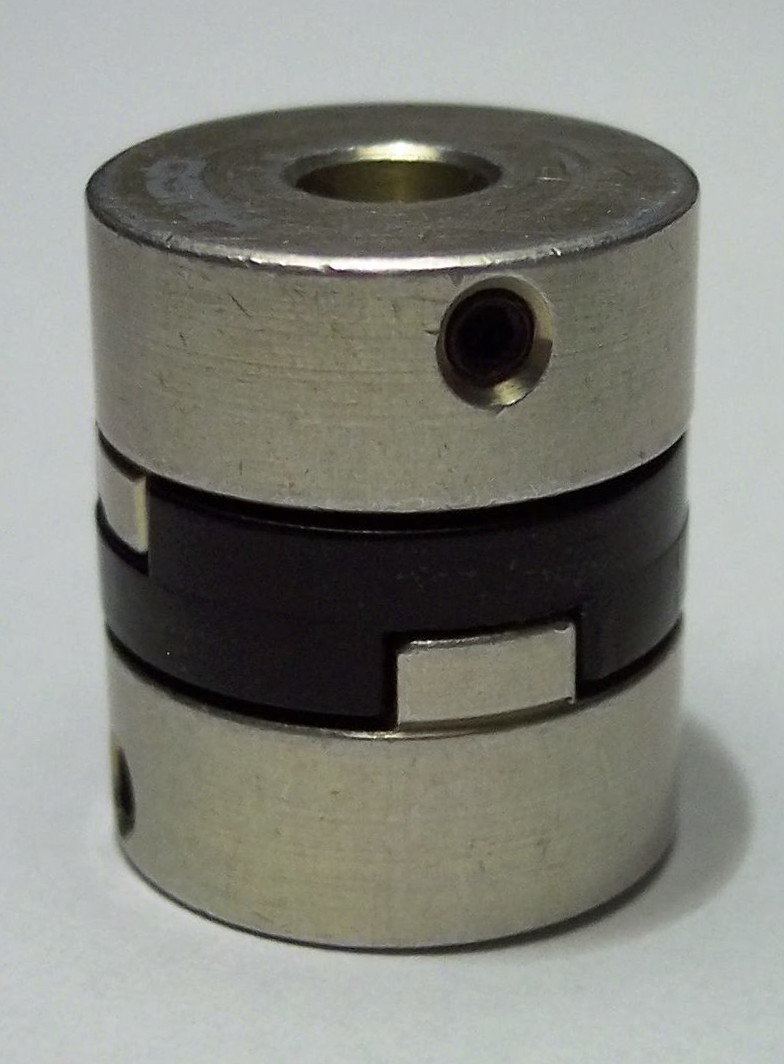
Giunto a tre pezzi

## Giunto a pioli o a tre pezzi
Il giunto a tre pezzi o anche a più pezzi (utilizzando lo stesso concetto) è composto da due mozzi, montati rispettivamente ognuno su un albero, e un inserto in elastomero, questo può essere realizzato in diversi materiali e durezze, il che consente all'utente di personalizzare il giunto per soddisfare al meglio la propria applicazione.
Il moto fra i due alberi si attua perché questi componenti sono dotati di pioli incastrati fra di loro.

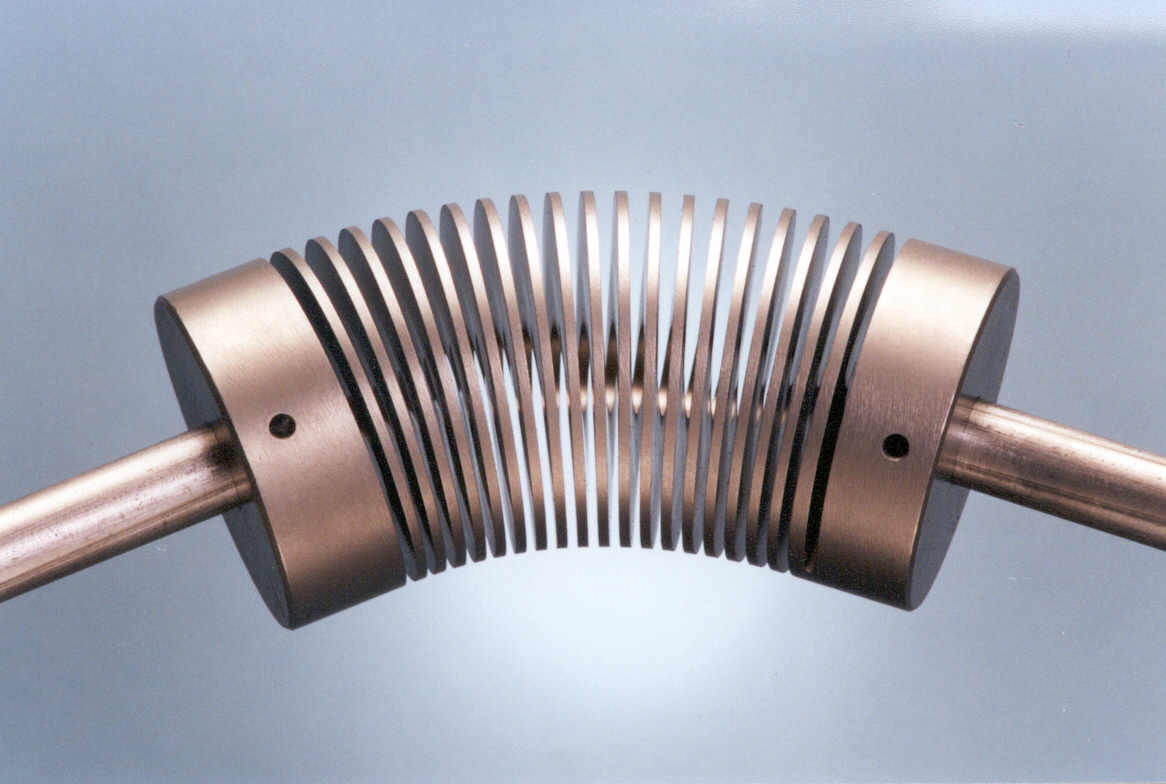
Giunto elicoidale

## Giunto elicoidale
É composto da un unico pezzo, la caratteristica è che ha una cava elicoidale al centro ed è adatto per forti disallineamenti.
Il materiale utilizzato per la costruzione influisce anche sulle sue prestazioni e l'idoneità per applicazioni specifiche come quelle alimentari, mediche e aerospaziali. I materiali sono tipicamente in lega di alluminio e acciaio inossidabile, ma possono anche essere realizzati in acetale, acciaio Maraging e titanio. Le applicazioni più comuni sono il collegamento di  encoder rotativi agli alberi e il controllo del movimento per la robotica.

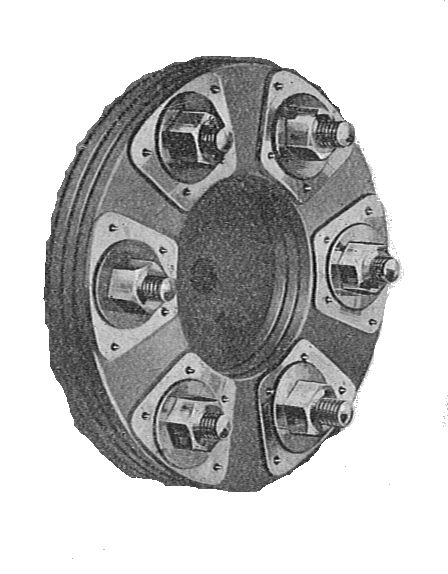
Giunto a straccio

## Giunto a straccio
É un giunto di stoffa, usa il concetto del giunto a tre pezzi, invece di avere l'elastomero ha un inserto di stoffa e invece di pioli si serra il tessuto tramite bulloni. É presente su automobili e altre macchine. Si trova in genere sugli alberi dello sterzo che collegano il volante all'albero di ingresso della scatola dello sterzo, generalmente all'estremità della scatola dello sterzo. Fornisce una piccola quantità di flessibilità per un albero dello sterzo a pochi gradi dallo stesso piano dell'albero di ingresso della scatola dello sterzo. Fornisce inoltre un certo smorzamento delle vibrazioni provenienti dal sistema di sterzo, fornendo un certo isolamento per il volante.
| Controllo di autorità | Thesaurus BNCF 43917 |